# ثور (شخصیت کمیک)
ثور اودین‌سان یا به‌طور ساده ثور (به انگلیسی: Thor)، یک شخصیت خیالی ابرقهرمان در کتاب‌های کمیک آمریکایی منتشر شده توسط مارول کامیکس است. این شخصیت توسط نویسنده/ویراستار استن لی خلق، و به‌وسیلهٔ نویسنده لری لیبر تکمیل، و توسط جک کربی به تصویر کشیده شد. ثور برای اولین بار در کمیک سفر به اسرار جلد ۸۳ (اوت ۱۹۶۲) حضور پیدا کرده است. این شخصیت با الهام از خدای تندر در اساطیر اسکاندیناوی با همین نام ساخته شده‌است. او یکی از مؤسسان و اعضای ثابت گروه انتقام‌جویان است. مارول از شخصیت ثور در برنامه‌های تلویزیونی پویانمایی، اسباب‌بازی، بازی‌های ویدئویی و فیلم استفاده کرده است.ثور یکی از قدرتمند ترین اعضاء انتقام جویان است.

## زندگی‌نامه ساختگی شخصیت

### دهه ۱۹۶۰

جلد کمیک شماره ۸۳ سفر به اسرار (اوت ۱۹۶۲): اولین حضور ثور در دنیای کمیک، طراحی توسط جک کربی و جو سینات.

پدر ثور، اودین تصمیم می‌گیرد که پسرش نیاز دارد تا انسانیت را بیاموزد به همین دلیل او را (بدون داشتن خاطرات خدایی اش) در بدن دونالد بلیک، یک دانشجوی پزشکی قرار می‌دهد. بعد از دکتر شدن و در تعطیلاتی در نروژ، بلیک شاهد آمدن گروهی از فضایی‌ها به زمین می‌شود. بیلک به غاری فرار می‌کند اما آن‌ها متوجه بلیک می‌شوند و او را تعقیب می‌کنند. بیلک داخل غار میولنیر، چکش ثور، را پیدا کرده و به خدای تندر تبدیل می‌شود.
با شکست‌ دادن فضایی‌ها، ثور زندگی دوگانه‌ای را شروع می‌کند: ویزیت کردن بیماران خصوصی به کمک پرستار و معشوقه اش جین فاستر و دفاع از انسان‌ها در برابر اشرار. حضور ثور در زمین به سرعت توجه برادر ناتنی و دشمن دیرینه‌اش لوکی را جلب می‌کند؛ که چندین باز به زمین سفر می‌کند تا ثور را نابود کند. لوکی مسبب طغیانگری‌های سه دشمن بزرگ ثور یعنی مرد جاذب، اوراقچی و نابودگر است. یکبار به‌طور اتفاقی این تاکتیک‌های لوکی منجر به اتفاق خوبی می‌شود- با این که ثور توانست در برابر هالک مقاومت کند، گروه انتقام‌جویان برای اولین بار شکل گرفت.
دیگر دشمنان ثور شامل ارتش سرخ؛ زارکو مرد فردا؛ مرد رادیواکتیوی؛ مرد لاوایی؛ کبرا؛ آقای هاید؛ افسونگر و جلاد؛ و گارگویل خاکستری می‌شود.
ثور به دلیل علاقه شدیدش به جین فاستر، از فرمان پدرش مبنی بر بازگشت به ازگارد سرپیچی می کند، و به خاطر اینکار چندین بار تنبیه می‌شود. نهایتاً معلوم می‌شود وابستگی شدید ثور به زمین به این خاطر است که او در واقع پسر ایزدبانوی کهن زمین، گایا است. با این که ثور از ابتدا خود را یک «ابرقهرمان» و جزوی از گروه انتقام‌جویان می‌داند، دسیسه‌های لوکی ثور را وارد ماجراجویی‌های حماسی می‌کند، مانند تشکیل گروهی به همراه پدرش اودین و یک آزگارد به نام بالدر در برابر شیطان آتشین سرتر و اسکگ غول یخی، شکست دادن مرد جذب‌کننده فوق‌العاده قوی و ثابت کردن بی‌گناهی‌اش در «محکمه خدایان». این ماجراها باعث غیبت طولانی او در گروه انتقام‌جویان می‌شود.
ثور همچنین با هرکول ایزد یونانی مواجه می‌شود، که تبدیل به دوستانی وفادار و بااعتماد می‌شوند. او همچنین هرکول را از دست پلوتون یک المپیایی نجات داده؛ اگو سیاره زنده را متوقف کرده، جین فاستر را از دست تکامل دهنده عالی نجات داده و انسان-هیولا را شکست می‌دهد. نهایتاً اودین اجازه می‌دهد تا ثور به شرطی که جین فاستر از محکمه موفق بیرون آید، عاشقش باشد. اما فاستر هول می‌شود و ثور مداخله می‌کند. با این که فاستر در آزمون شکست می‌خورد، اودین او را به زمین بازمی‌گرداند تا برای عاشق شدن یک شانس دیگر داشته باشد اما ثور دل شکسته را به سیف مبارز آزگارد آشنا می‌کند. ثور با اولیک ترول که سعی در دزدیدن میولنیر داشت مبارزه می‌کند، کانگ فاتح و فوق-اسکرول دشمن انتقام جویان را شکست می‌دهد و با اودین و متحدان آزگاردیش با سه افسون‌گر تا پای مرگ مبارزه می‌کند.
با این که لوکی چندین مرتبه به کمک دشمنان قدیمی و جدید سعی در از بین بردن ثور داشت، او همیشه پیروز بوده و حتی الهه مرگ آسگارد هلا نیز نتوانست او را متوقف کند. خدای اذرخش به آزگارد بازمی‌گردد تا جلوی منگوگ و پایان دنیا را بگیرد و شمشیر اودین را به دست بیاورد؛ او آنجا خاستگاه اصلی نهاد کیهانی گالاکتوس را می‌فهمد (و باری دیگر با اگو مواجه می‌شود)؛ و هیم (کسی که بعداً به آدام وارلاک تبدیل می‌شود) را از دست سیف نجات می‌دهد.

### دهه ۱۹۷۰
ثور باری دیگر با سورت شیطان آتش که سعی می‌کند تا در آزگارد طوفانی (به کمک لوکی که انگشتر اودین را دزدیده‌است) به پا کند، مبارزه می‌کند؛ با غریبه، بیزاری و دکتر دووم روبرو می‌شود. ثور گاه‌ و بیگاه مجبور می‌شود تا به زمین بیاید و با حمله‌هایی از طرف آزگاردیان (مانند منگوگ، اولیک)؛ خدایان (مانند پلوتون) و خطرات کیهانی (مانند زور) مقابله کند.
به لطف کمک گرد آوردنده پیر دنیا، ثور در کنار انتقام‌جویان برای مبارزه با بزرگ‌ترین دشمنانشان (جاذبه، اولتران، کنت نفاریا و کرواس) حضور داشت. ثور باری دیگر جلوی منگوگ -که به صورت اودین درآمده- را برای به‌دست آوردن شمشیر اودین می‌گیرد. او به کمک مداخله وولستاگ زمانی که «نیروی اودین» به یک نیروی مخرب تبدیل می‌شود، نجات می‌یابد و زمانی که اودین یک راگناروک (گرگ و میش) جعلی می‌سازد، از مرگ رهایی می‌یابد.

### دهه ۱۹۸۰
ثور نهایتاً با چهارمین میزبان سلستیال مواجه می‌شود و بعد از چندین مبارزه قصد و نیت اصلی اودین را برای دفاع از زمین متوجه می‌شود. با وجود تلاش‌های اودین برای متوقف کردن سلستیال‌ها با فرستادن نابودگر و استفاده از شمشیر اودین و کمک تک-ذهن و خود ثور، فضایی‌ها به کمک گایا فرار می‌کنند و در بدن دوازده انسان مخفی می‌شوند.
زمانی که ثور به درخواست نیک فیوری مشغول بازرسی از یک کشتی فضایی بود، با بتا ری بیل، کسی که بعد از یک مبارزه سخت ثابت کرد که لیاقت به دست گرفتن میولنیر را دارد، مواجه می‌شود. بعد از حل شدن سوء تفاهم‌ها، بیل به خدایان آزگاردی می‌پیوندد و بعد از آنکه توسط اودین تقویت شد، به ثور و یارانش در مقابله با ارتش شیاطین، که معلوم می‌شود توسط سورت که «شمشیر بدبختی» را دارد کنترل می‌شود، کمک می‌کند. بعد از چندین نبرد مختلف، نهایتاً خدایان پیروز می‌شوند اودین در حین مبارزه با سورت ناپدید شده و توسط همگان مرده فرض می‌شود.
ثور در آزگارد می‌ماند تا با خلع به وجود آمده به خاطر مرگ ظاهری اودین (که حقیقتاً توسط هلا دزدیده شده) رسیدگی کند. او آنجا با تیواز، جد بزرگش ملاقات می‌کند که ثور را مجبور می‌کند تا اثر معجون عشق را خنثی کند تا با هم به دنیای هلا بروند و روح‌های میرای گم شده را نجات دهند. بعد از بازگشت به زمین، ثور و بتا ری بیل الف سیاهی به نام کرس را شکست می‌دهند، اما در همین زمان لوکی از قدرت شمشیر سورت استفاده می‌کند و ثور را تبدیل به قورباغه می‌کند. بعد از ماجراهایی در پارک مرکزی، ثور توانست تا حدودی خود را بازیابی کند و سپس لوکی را مجبور کرد تا طلسم را بشکند. حین نجات دادن فرشته، یکی از اعضای گروه فاکتور-ایکس، از شکنجه شدن توسط مزدوران غارتگران، ثور توسط هلا طلسم می‌شود تا استخوانش به شکنندگی شیشه شوند و بهبود نیابند و اما هنوز نامیرا باشد. ثور حین مبارزه با مرد جذب‌کننده مجروح می‌شود، اما نهایتاً در زمان جنگ با اِلف‌های سیاه لوکی او را نجات می‌دهد.
ثور مجبور می‌شود برای محافظت از استخوان‌های شکسته‌اش زره بپوشد. ثور و لوکی گروهی از غولان یخی را، که سعی در پیدا کردن مار میدگارد به منظور کشتن خدای تندر را داشتند، شکست می‌دهند. غول‌ها به جای مار، اژدهای فین فنگ فوم را می‌یابند که بعدها معلوم می‌شود که خود مار میدگار است. ثور مار را می‌کشد، اما بدنش کاملاً له می‌شود. لوکی نابودگر را بازمی‌گرداند و بعد از کشتن غولان یخی، ثور را پیدا می‌کند که دیگر به صورت سیال درآمده. نابودگر تلاش می‌کند تا خدای تندر را بکشد اما به خاطر افسون هلا نمی‌تواند. ثور ذهن نابودگر را به کنترل می‌گیرد و با چشاندن درد مرگ، به حالت اصلی خود بازمی‌گردد. او همچنین دست لوکی را به عنوان مجازات کارهایش می‌شکند.

### دهه ۱۹۹۰
بعد از مواجه شدن دوباره با آسمانی‌ها در یک دنیای بیگانه؛ ثور اودین را -در اسارت ست - پیدا می‌کند و از نیروی اودین برای دفع کردن سورت در حال بازگشت استفاده می‌کند؛ او ضمناً در زمانی که آسگارد در موقعیت‌منفی قرار داشت و در زمین بین منهدم‌کننده و مردان-ایکس جنگی رخ داده بود،آنیهیلیوس را شکست می‌دهد. زمانی که ثور لوکی را در نبردی تن به تن می‌کشد، توسط هایمدال (که از زمان به خواب رفتن اودین، فرمانروای آسگارد شده) به زمین تبعید می‌شود و در بدن میرایی به نام اریک مسترسون، که بعدها تبدیل به آذرخش می‌شود، حلول می‌کند. وقتی که اودین بیدار می‌شود، ثور را می‌بخشد و او را بازمی‌گرداند. طی نبردی با یک والکیری، ثور دچار «جنون جنگجو» می‌شود. بعد از آنکه ثور بر تمام کسانی که سعی در متوقف کردن وحشیگری‌های او داشتند مسلط شد، توسط یه جاوید به نام تانوس نزد اودین آورده می‌شود و آنجا درمان می‌یابد.
ثور به همراه انتقام‌جویان، چهار شگفت‌انگیز و دیگر قهرمانان، پس از شکست شخصیت شرور یورش در دنیای متناوب به دام می‌افتند. قهرمانان زنده مانده تا یک سال در همین دنیا به سر می‌برند اما دوباره به دنیاهای خود بازمی‌گردند. ثور یکبار دیگر به انتقام‌جویان می‌پیوندد؛ و به همراه اعضای تیم، با نابودگر می‌جنگد. ثور در این نبرد توسط موجود مرموزی به نام «مارنات» نجات می‌یابد به گونه‌ای که نیروی حیات میرایی به نام جیک اولسون را به خدای صاعقه پیوند می‌زند. ثور (به همراه مارنات که معلوم می‌شود نام اصلی‌اش هسکمر بوده و یکی از فرستادگان اودین است) با ایزدان تاریک می‌جنگد؛ جلوی بازگشت سه افسون‌گر را می‌گیرد و با تانوس که در پی بازسازی دنیا است، وارد مبارزه‌ای طولانی مدت می‌شود.

### دهه ۲۰۰۰
وقتی که اودین در نبرد با سورت کشته شد، ثور فرمانروای آسگارد می‌شود. خدای صاعقه، قلمرو فرماندهی‌اش را تا زمین گسترش می‌دهد هر چند با این کار، با واکنش‌های متعددی رو به رو می‌شود. ثور و دیگر آسگاردیان کسانی را چون یک جوان مذهبی و جهش یافته به نام دیوس؛ زاروک مرد فردا؛ پریکوس یکی از ایزدان تاریک؛ دولت آمریکا و حتی انتقام‌جویان را که مخالف این کار بودند را سرکوب و زندانی کردند. ثور با آمورا (یک افسونگر) ازدواج می‌کند و صاحب پسری به نام مگنی می‌شود که بعد از رسیدن به بلوغ، به داوری پدرش شک می‌کند. ثور از کاری که کرده‌است پشیمان می‌شود و به مبارزه با متحدان قدیمی اش از جمله تارنه و نابودگر می‌پردازد، و با سفر به گذشته، تمام کارهایش را انجام نمی‌دهد.
وقتی اتفاقات بازگردانی می‌شوند، لوکی سورت را زنده می‌کند تا به همراه همدیگر و به کمک غولان یخی، راگناروک را به راه بیندازند. ثور متوجه می‌شود که راه افتادن راگناروک به خاطر کسانی به نام «خدایان خدایان» یا کسانی که بالا در سایه می‌نشینند است که حلقه را در دست دارند. ثور با نورن‌ها (سرنوشت) می‌جنگد و از دلیل وجود آسگارد با خبر می‌شود. او بعد از آنکه حلقه راگناروک را نابود می‌کند، متوجه می‌شود که این اتفاقات نقشه پدرش بوده‌است و به توصیه قدرت اودین، به خواب زمستانی می‌رود. از آنجایی که دیگر خبری از او به انتقام‌جویان نمی‌رسد، گمان می‌رود که در مأمورت کشته شده‌است.
چکش ثور میولنیر در زمین پیدا می‌شود و تحت محافظت ارتش قرار می‌گیرد. زمانی که دکتر دووم از جهنم فرار می‌کند، تلاش می‌کند تا میولنیر را بلند کند اما موفق نمی‌شود. میولنیر به دست شخصی به نام دونالد بلیک می‌افتد. از وقتی که بیلک میولنیر را لمس می‌کند، وارد ذهن ثور می‌شود. او تعریف می‌کند که وقتی که اودین شخصیت بلیک را از ثور جدا می‌کند، بیلک قدرت‌های ثور را به‌دست می‌آورد. وقتی که اودین می‌میرد، بلیک ناگهان به نیویورک بازمی‌گردد. بلیک ثور را قانع می‌کند تا میولنیر را به او بسپارد و با هویت بلیک به زمین بیاید. بلیک همچنین می‌گوید که ذهن و قلب دیگر آسگاردیان نیز زنده است و داخل انسان‌ها حلول کرده و نیاز به کشف شدن دارند.
ثور دوباره آسگارد را در ایالت اکلاهما می‌سازد، از روی داد جنگ داخلی با خبر می‌شود و از مرد آهنی به خاطر استفاده کردن از دی‌ان‌ای او برای ساخت ارتش، عصبانی می‌شود. او با استارک مبارزه می‌کند و به آسانی شکستش می‌دهد. ثور پیشنهاد استارک را می‌پذیرد تا یک سفارتخانه برای آسگارد در زمین تأسیس شود. ثور به دنبال دوستان آسگاردیش در زمین می‌گردد و همه را بجز سیف را که در بدن یک پیرزن سرطانی گیر کرده بود، به حالت اول بازمی‌گرداند. ثور همچنین به‌دنبال پدرش اودین می‌گردد و او را در حالتی بین مرگ و زندگی پیدا می‌کند. اودین به پسرش می‌گوید که او باید آسگاردیان را رهبری کند.
طی ماجرای تهاجم سری، ثور توسط بتا ری هیل نجات پیدا می‌کند و بعد از آنکه ثور به‌طور موقت میولنیر را به او می‌دهد، جلوی حمله اسکرولها را می‌گیرد. ثور همچنین در نبرد نهایی علیه اسکرول‌ها شرکت می‌کند و مجبور به فدا کردن زنبورک، یکی از انتقام جویان می‌شود. ثور از لوکی فریب می‌خورد و پدربزرگ خود، بور را می‌کشد و از آسگارد تبعید می‌شود.

### دهه ۲۰۱۰
در ماجرای عرش، ثور می‌شتابد تا از آسگارد در برابر نورمن آزبورن و انتقام‌جویان تاریکش دفاع کند. با اینکه نهایتاً مهاجمان دفع شدند، اما آسگارد توسط سنتری، کسی که لوکی را هم کشت، سرنگون می‌شود. ثور نیز به خواستهٔ خود سنتری، او را می‌کشد. در نتیجه این پیروزی، جنبش نام‌نویسی ابرقهرمانان منحل می‌شود و ثور دوباره به انتقام‌جویان که به کمکش آمده بوند، می‌پیوندد. روز بعد بالدر ثور را از تبعید درمی‌آورد و به عنوان مشاور خودش منصوب می‌کند.
ثور به آماندوس چو در پیدا کردن دوست مشترکشان هرکول در دنیای موازی کمک می‌کند. طی ماجرای جنگ هرج و مرج، ثور به گروه خدایان هرکول می‌پیوندد و با آماتسو-میکابوشی می‌جنگد.
از آنجایی که باقی‌مانده آسگارد به زمین آورده شده، نه دنیا بدون محافظ می‌ماند و توسط نیرویی به نام «دنیا خواران» مورد تهاجم قرار می‌گیرد. برای مشورت دربارهٔ این موضوع، ثور اودین را زنده می‌کند. ثور برادرش لوکی را نیز به زندگی بازمی‌گرداند.

## توانایی‌ها و قدرت‌ها
مانند تمامی آزگاردی‌ها، ثور واقعاً فناناپذیر نیست بلکه به کمک سیب‌های طلایی  اودین، طول عمری طولانی و به اندازه چندین هزاره به دست آورده‌است. او به خاطر بودن فرزند اودین و الهه گایا، عملاً بعد از اودین دومین آزگاردی قدرتمند به حساب می‌آید او زمانی که مجبور به شرکت در جنگی می‌شود، می‌تواند وارد وضعیتی به نام «دیوانگی جنگجویان» می‌شود که در آن قدرت و چابکی‌اش به‌طور موقت افزایش پیدا می‌کند.
ثور توانایی تحمل آسیب شدید فیزیکی را داشته و آسیب‌ناپذیر است. او همچنین حواس بسیار قوی دارد که به او اجازه می‌دهد تا مسیر حرکت اجسام با سرعت بیشتر از نور را تشخیص داده و صداها را از آن سوی سیاره بشنود. همچنین می‌تواند در زمان سفر کند. استقامت اش به او اجازه می‌دهد تا در نه ماه و بدون استراحت با تمامی ارتش غول‌های یخی بجنگد. ثور می‌تواند تا زخم‌ها، دنده‌ها و تمام عضوهای داخلی آسیب دیده‌اش را به سرعت درمان کند. به کمک نیروهای جادویی مانند میولنیر می‌تواند با سرعت، استقامت و انعطاف ابرانسانی داشته باشد و با پتک اش جلوی گلوله را بگیرد. همانند دیگر آزگاردیان مقاوم به تمام بیماری‌های زمینی و بعضی از جادوها است.
ثور به عنوان خدای تندر، می‌تواند عناصر طوفان (آذرخش؛ باران؛ باد؛ برف) را کنترل کرده و به کمک میولنیر آن‌ها را برای مقاصد اش استفاده کند. اما میولنیر تنها می‌تواند بر طوفان‌های واقعی اثر بگذارد و در برابر آب و هوای ساختگی بدون استفاده است. ثور می‌تواند این طوفان‌ها را در هر نقطه‌ای از دنیا ایجاد کرده و هر ساخته‌ای را نابود سازند؛ همچنین می‌تواند با چرخاندن پتک اش ساختمانی را با باد بلند کند. به خاطر بودن فرزند الهه زمین گایا نیز می‌تواند زمین را به فرمان خود درآورد.
نیروی اودین یا اودین فورس ثور را قادر می‌سازد از منابع بی‌نهایت انرژی‌های کیهانی و عرفانی استفاده کند. البته نسخهٔ اصلی ثور به اودین فورس دسترسی ندارد همچنین می‌تواند با نیروی اودین سپر کاپیتان آمریکا را نابود کند و جادوگران قدرتمندی چون دکتر استرنج را شکست دهد
او در مبارزات تن به تن عالی و در مبارزات توانا است؛ او در مبارزاتش از پتک جنگی، شمشیر، گرز و تبر استفاده می‌کند. او البته تمام مدت از دو وسیله یاری می‌جوید: کمربند قدرت طلسم شده و پتک اسرار میولنیر. اولین وسیله به قدرتی جادویی می‌دهد. دومین وسیله به ثور قدرت کنترل آب و هوا، پرواز، جذب و دفع انرژی، سفر در دیگر ابعاد دنیا، کنترل اجسام و از همه قدرتمندتر دم خدا (که زندگی را به او بازمی‌گرداند)؛ ایجاد انفجار حرارتی و ضد نیرو (که جلوی دیگر نیروها را می‌گیرد) را می‌دهد. ثور می‌تواند با پرتاب میولنیر به هر سمتی که خواست، بعد از نابود کردن هدف به دستش برگرداند. میولنیر به ثور قدرت می‌دهد که خود یا دیگران را لمس ناپذیر یا نامرئی کند. او با همین قدرت می‌تواند شخصیت‌هایی چون ویژن را دچار اختلال کند. او همچنین می‌تواند در زمین با سرعت زیر صوت و در فضا با سرعت مافوق نور پرواز کند. او زمانی که می‌خواهد خود و دوستانش را به هر جایی در دنیا منتقل کند از ارابه‌ای که دو بز جادویی به نام‌های تانگریسنی و تانگنوست آن را می‌رانند استفاده می‌کند. او همچنین با قدرت زیادش قادر است اجسام را از به خارج از جو زمین پرتاب کند.
زمانی که چکش میولنیر آسیب دید، دکتر استرنج روح ثور را به میولنیر پیوند داد، این بدین معنی است که اگر بار دیگر چکش آسیب ببیند یا شکسته شود، ثور نیز ممکن است جانش را از دست بدهد.

## کارهای باورنکردنی ثور
- ثور ضعیف موتور جهانی رو فشار داده ومتوقفش کرده که این موتور برای ۹ قلمرو بود وزن ۹سیاره![۱۲۳]
- ثور توانسته وزن ۲۰ سیاره رو تحمل کنه.[۱۲۴]
- ثور توانسته در برابر فینیکس (ققنوس) مقاومت کنه وتنها چند ثانیه جلوش وایسه.[۱۲۵]
- ثور توانسته منگوگ را که موجودی از نفرت میلیاردها میلیارد تن موجود فضایی درست شده را شکست دهد .
- ثور توانسته گور قصاب خدایان را شکست دهد .
- ثور توانسته گالاکتوس را شکست دهد .
- ثور توانسته هلا الهه مرگ را شکست دهد.
- ثور تونسته یک قلعه رو نگه دارد تا از سقوطش به درون یک سیاه چاله جلوگیری کنه.
- ثور توانسته هرکول رو شکست بده.
- ثور بااستفاده از میولنیر یک شخصیت رو دوباره زنده کرده.
- ثور بااستفاده ازمیولنیر وقدرت گادبلست تارو پود جهان رو پاره کرد وموانع بین ابعاد رودرهم شکست و یمیر و سورتور رو به بُعد دیگر فرستادوزندانی کرد.
- ثور با گادبلست توانست گالاکتوس گرسنه رو فراری بده.[۱۲۶]
- بعداز اینکه[سوپرمن]توانست ثور رو شکست بده، سوپرمن به اون گفت: "یکی ازسخت‌ترین حریفام تو بودی.[۱۲۷]
- ثور توانسته یک سلستیال رو شکست بده.
- ثور با گادبلست توانسته زیلیا روشکست بده (زیلیا فرمانروای خدایان تاریک بودو از اودین هم قدرتمندتر بود واودین فورس روهم جذب کرده بود)
- ثور توانسته به جاذبه یک ستاره نوترونی غلبه کند. (جاذبهٔ ستاره نوترونی ۲ میلیارد برابرقویترازجاذبه زمین است)
- ثور دربرابر انفجار/بمب خدایان مقاومت کرده.
- ثور در برابر اشعه‌های سورتور مقاومت کرد.
- ثور بااستفاده از میولنیر یک سیاره رونابود کرد.
- ثور توانسته مارمیدگارد روبلند کنه.
- ثور توانسته هالک رو شکست بده!.
- ثور توانسته مارشن منهانتر رو شکست بده.
- ثور باکمک هایپریون توانست ۲تااز بیاندرها رو بکشد (البته بعدش هم خودشان توسط بقیه بیاندرها مُردن).[۱۲۸]
- ثور توانسته بامیولنیر آزگارد روبه زمین تلپورت کنه.
- ثور وهرکول باهمکاری هم وباهم به یک بُعدیاواقعیت مشت زدن.[۱۲۹]

## نسخه‌ها دیگر
هرالد اف ثاندر
این ورژن ثور درکمیک ثور ۲۰۲۰ بوده گالاکتوس بادادن بخشی ازقدرت کیهانی اورا هرالد خودمیکند درنهایت پس از آمدن زمستان سیاه (که کازموس پیشین رونابود کرد) جنگ آغاز می‌شود درنهایت ثور تمام قدرت کیهانی گالاکتوس رو جذب کرده وباصاعقه ای عظیم گالاکتوس رو می‌کشد وبااستفاده از بدن او تمام پاور کازمیک روبه یک بمب کیهانی تبدیل کرد و زمستان سیاه و نابود کرد.
(ازجمله اشتباهات ودروغ‌هایی که راجع‌به زمستان سیاه واین ورژن ثورگفته شده این است که اون دنیای دیسی رانابود کرده که این موضوع هیچ صحتی ندارد وکاملا غلط است)
نکرو ثور
این ورژن ثور درواقع همان اُلد کینگ ثور است که درابتدا از گالاکتوس گرسنه شکست خورد، پس از اینکه گاددس اف ثاندرز به کمکش آمدند و گالاکتوس روبسیار ضعیف کردند، اُلد کینگ ثور بابدست آوردن شمشیر نکرو تبدیل به نکرو ثورشد و گالاکتوس ضعیف رو کشت.

## در دیگر رسانه‌ها

### تلویزیون

#### دهه ۱۹۶۰

دونالد بلیک (استیو لویت) و ثور (الن کرامر) در بازگشت هالک شگفت‌انگیز (۱۹۸۸)

- ثور در سیزده قسمت از سریال کارتونی ابرقهرمانان مارول با صدای کریس ویگینز حضور پیدا کرد.[۱۳۰]

#### دهه ۱۹۸۰
- ثور با شخصیت دونالد بلیک در یکی از قسمت‌های سریال کارتونی مرد-عنکبوتی با صدای جک انجل حضور پیدا کرد.
- ثور در یکی از قسمت‌های سریال کارتونی مرد-عنکبوتی و دوستان شگفت‌انگیزش حضور پیدا کرد.
- ثور در چندین قسمت از سریال تلویزیونی بازگشت هالک شگفت‌انگیز با بازی اریک الن کرامر در نقش ثور و استیو لویت در نقش دونالد بلیک حضور پیدا کرد. در این سریال بلیک به ثور تبدیل نمی‌شد بلکه این دو، دو شخصیت کاملاً متفاوت می‌باشند.[۱۳۱]

#### دهه ۱۹۹۰
- ثور در دو قسمت از سریال کارتونی چهار شگفت‌انگیز با صدای جان ریس-دیویس حضور پیدا کرد.
- ثور سریال کارتونی هالک شگفت‌انگیز با صدای جان ریس-دیویس به جای ثور و مارک ال. تیلور به جای دونالد بلیک حضور پیدا کرد.
- ثور در یکی از قسمت قسمت‌های سریال کارتونی مردان ایکس حضور پیدا کرد.
- ثور در تنها یک بار در اولین قسمت از سریال کارتونی انتقام جویان: آن‌ها متحد می‌ایستند حضور پیدا کرد.

#### دهه ۲۰۰۰
ثور در چندین سریال کارتونی شبکه کارتون نت‌ورک از جمله چهارگانه ابرقهرمانان، انتقام جویان نهایی و انتقام جویان نهایی ۲ با صدای دیو بوت حضور پیدا کرد.

#### دهه ۲۰۱۰
- ثور در سریال کارتونی انتقام جویان: قویترین ابرقهرمانان زمین با صدای ریک دی. واسرمن حضور پیدا کرد.[۱۳۳]
- ثور در دو قسمت از سریال کارتونی مرد-عنکبوتی نهایی با صدای تراویس ویلینگهام حضور پیدا کرد.
- ثور در تابستان سال ۲۰۱۳ در سریال کارتونی فینئاس و فرب: مأموریت مارولی حضور پیدا کرد.[۱۳۴]

کریس همسورت در نقش ثور

- قرار است تا ثور در سریال کارتونی آغاز انتقام جویان با صدای تراویس ویلینگهام حضور پیدا کند.

### سینما

#### انیمیشن
- ثور در انیمیشن ساخته شده توسط مارول انیمیشن به نام انتقام‌جویان نهایی و انتقام‌جویان نهایی ۲ (۲۰۰۶) با صدای دیو بوت حضور پیدا کرد.[۱۳۵]
- ثور در انیمیشنی به نام انتقام‌جویان بعدی: قهرمانان فردا (۲۰۰۸) با صدای مایکل ادمتوایت حضور پیدا کرد.[۱۳۶]
- ثور در انیمیشنی به نام هالک در برابر ثور(۲۰۰۹) با صدای متیو وولف حضور پیدا کرد.[۱۳۷]
- ثور در کنار بتا ری بیل در انیمیشنی به نام سیاره هالک(سال ۲۰۱۰) حضور پیدا کرد.
- ثور در انیمیشنی به نام ثور: قصه‌های آسگارد() با صدای متیو وولف حضور پیدا کرد.[۱۳۸]

#### فیلم
- ثور در سال ۲۰۱۱ برای اولین بار به صورت یک فیلم سینمایی به کارگردانی کنت برانا با نام ثور ساخته شد. کریس همسورث در نقش ثور بالغ و داکوتا گویو در نقش کودکی ثور به بازی پرداختند.[۱۳۹]
- ثور در سال ۲۰۱۲ در فیلم سینمایی انتقام‌جویان به کارگردانی جاس ویدون و با بازیگری همسورث حضور پیدا کرد.[۱۴۰][۱۴۱][۱۴۲]
- همسورث همچنین نقش ثور را یکبار دیگر در فیلم‌های ثور: دنیای تاریک (۲۰۱۳) و انتقام‌جویان: عصر اولتران (۲۰۱۵) ایفا کرد.[۱۴۳]
- همسورث بار دیگر به ایفای نقش این شخصیت در فیلم‌های ثور: راگناروک (۲۰۱۷)، انتقام‌جویان: جنگ ابدیت (۲۰۱۸) و انتقام جویان: پایان بازی پرداخت.

## نقاط ضعف
- ازدست دادن میولنیر:

باراها دیده شده که ثور با ازدست دادن میولنیر ضعیفتر شده و قدرتش کمتر شده.
- زندگی محدود به میولنیر:

بعد از نابود شدن میولنیر دکتر استرنج روح اورا بامیولنیر پیوند داد واین به این معنی است که اگر میولنیر نابود شود ممکن است ثور هم بمیرد.
- خوابیدن:

اگر ثور زیاد از اودین فورس استفاده کند حتماً به خواب می‌رود و کاملاً آسیب‌پذیر می‌شود.
- جاودانه بدون هیچ درمان:

این یک نفرین است که ثور بدون توانایی التیام زخم جاودانه است